# Eleições parlamentares europeias de 2014 (Finlândia)
As eleições parlamentares europeias de 2014 foram realizadas a 25 de maio, com a possibilidade de voto antecipado do dia 14 de maio a 20 de maio e, serviram para eleger os 13 deputados do país para o Parlamento Europeu.
Os destaques eleitorais foram os bons resultados conseguidos pelo Partido dos Finlandeses e da Aliança de Esquerda e, por outro lado, o péssimo resultado obtido pelo Partido Social-Democrata da Finlândia.

## Resultados Nacionais
| Partido                 | Partido                       | Votos     | %               | +/-   | Deputados | +/-     |
| ----------------------- | ----------------------------- | --------- | --------------- | ----- | --------- | ------- |
|                         | Partido da Coligação Nacional | 390 376   | 22,59 / 100,00  | 0,62  | 3 / 13    | Estável |
|                         | Partido do Centro             | 339 895   | 19,67 / 100,00  | 0,64  | 3 / 13    | Estável |
|                         | Partido dos Finlandeses       | 222 457   | 12,87 / 100,00  | 3,08  | 2 / 13    | 1       |
|                         | Partido Social-Democrata      | 212 781   | 12,31 / 100,00  | 5,23  | 2 / 13    | Estável |
|                         | Aliança dos Verdes            | 161 263   | 9,33 / 100,00   | 3,07  | 1 / 13    | 1       |
|                         | Aliança de Esquerda           | 161 074   | 9,32 / 100,00   | 3,39  | 1 / 13    | 1       |
|                         | Partido Popular Sueco         | 116 747   | 6,76 / 100,00   | 0,67  | 1 / 13    | Estável |
|                         | Partido Democrata-Cristão     | 90 586    | 5,24 / 100,00   | 1,07  | 0 / 13    | 1       |
|                         | Outros                        | 33 115    | 1,92 / 100,00   |       | 0 / 13    |         |
| Votos inválidos         | Votos inválidos               | 9 743     | 0,56 / 100,00   | 0,11  |           |         |
| Total                   | Total                         | 1 738 037 | 100,00 / 100,00 |       | 13 / 13   |         |
| Eleitorado/Participação | Eleitorado/Participação       | 4 440 297 | 39,14 / 100,00  | 0,54  |           |         |
| Fonte                   | Fonte                         | [ 3 ]     | [ 3 ]           | [ 3 ] | [ 3 ]     | [ 3 ]   |